# Douglas Stewart
Douglas Stewart   (Escòcia, 24 de juny de 1913 - Escòcia, 25 de juliol de 1991) va ser un genet escocès que va competir durant les dècades de 1940 i 1950.
El 1948 va prendre part en els Jocs Olímpics d'Estiu de Londres, on va disputar dues proves del programa d'hípica. No finalitzà cap de les dues proves. Quatre anys més tard, als Jocs de Hèlsinki, va tornar a disputar dues proves del programa d'hípica. En la prova del concurs de salts d'obstacles per equips, formant equip amb Wilfred White i Harry Llewellyn, guanyà la medalla d'or, mentre en el concurs de salts individual fou dotzè. En ambdues proves muntà el cavall Aherlow.